# استئصال الثدي
استِئْصَالُ الثَّدي (بالإنجليزية: Mastectomy)‏ عملية جراحية لإزالة الثدي، وفي بعض الحالات تزال أيضًا الأنسجة المحيطة بالثدي للتخلص من ورم سرطاني ومنع انتشاره. وهناك ثلاثة أنواع من عمليات استئصال الثدي: 1- جذري 2- بسيط 3-جذري معدل.
استئصال الثّدي عمليّة جراحيّة يتمّ فيها إزالة أحد الثّديين أو كليهما، جزئيًا أو كليًّا.
استئصال الثّدي عادةً جزء من الخطّة العلاجيّة لسرطان الثّدي. في بعض الأحيان يتمّ إجراء العمليّة كخطوة احترازيّة قبل التشخيص بسرطان الثّدي للأشخاص ذوي عوامل الخطورة العالية، أو بعد حدوث السّرطان لإزالة الخلايا السّرطانيّة الخبيثة. يمكن للمريضة أن تختار إجراء عمليّة لاستئصال الكتلة بدلاً من استئصال الثّدي، وفي هذه العمليّة يتم استئصال الورم وبعض الأنسجة السّليمة المحيطة به للحفاظ على شكل الثّدي.
تُعرف عمليّة استئصال الكتلة وعمليّة استئصال الثّدي ب”العلاجات الموضعيّة” لسرطان الثدي، مستهدفتَين محلّ الورم، في مقابل العلاجات العامّة التي تؤثر على الجسد كاملاً للعلاج كالعلاج الكيميائي، أو الهرموني، أو المناعيّ.
في السّابق، كان الجرّاحون يستأصلون الثّدي كاملاً لعلاج سرطان الثّدي، أما الآن فإنّ قرار إجراء هذه العمليّة يخضع لعدّة عوامل، منها: حجم الثّدي، وعدد الأورام فيه، والطّبيعة العدوانيّة الحيويّة للسرطان، وتوافر العلاج الإشعاعيّ المساند، وقبول المريضة للاحتمال العالي لعودة السرطان بعد عمليّة استئصال الكتلة والعلاج الإشعاعي. الدّراسات المقارنة بين عمليّة استئصال الثّدي وعمليّة استئصال الكتلة مع العلاج الإشعاعيّ رجّحت أنّ الاستئصال التقليدي للثدي كاملاً لن يمنع احتمال عودة الأورام السرطانية للانتشار لاحقًا من مواضع انتشر فيها سابقًا بحجم مجهريّ قبل اكتشافه وتشخيصه واستئصاله.

## الاستعمالات الطبيّة
على الرّغم من تزايد التقنيات التي توفّر الحفاظ على الثّدي لمرضى سرطان الثدي؛ بعض المجموعات لازالت تستفيد من الاستئصال التقليدي الكامل للثدّي أكثر، منها:
السّيدات اللواتي أجرَين العلاج الإشعاعي سابقًا للثّدي نفسه.
السّيدات اللواتي لديهنّ ورمان متباعدان أو أكثر في نفس الثّدي، بعدًا يجعل إزالة الورمين بشقٍّ جراحي واحد مع المحافظة على شكلٍّ مقبول للثدي أمرًا غير ممكن.
السّيدات اللواتي أجرَين عمليّة استئصال للكتلة ثمّ عمليّة لاحقة أو أكثر لإزالة الأنسجة المحيطة دون أن يتمّ استئصال السرطان تمامًا.
السّيدات المصابات بأحد أمراض النسيج الضام، مما يجعلهنّ عرضة أكثر للأعراض الجانبيّة للعلاج الإشعاعي.
السّيدات الحوامل اللواتي يحتجن علاجًا إشعاعيًا أثناء الحمل (مما يعرّض الجنين للخطر).
السّيدات المصابات بورم يزيد حجمه عن 5 سم (بوصتين) ولم ينكمش استجابة للعلاج الكيميائي المساند الذي يسبق العمليّة.
السّيدات المصابات بورم سرطاني كبير الحجم مقارنة بحجم الثدي.
الأشخاص الذين لديهم بعض الطفرات الجينية الخبيثة في جينَي بي-آر-سي-أي 1 و بي-آر-سي-أي 2 (BRCA 1 و BRCA 2) واختاروا إجراء عمليّة استئصال ثدي وقائيّة، حيث أنّهم يحملون احتماليّة عالية للإصابة بسرطان الثّدي.
الرّجال الذين يصابون بسرطان الثّدي.

## الأعراض الجانبيّة
وفقًا لجمعيّة السرطان الأميركيّة فإنّ الأعراض الجانبيّة للعمليّة تشمل الألم اللاحق للعمليّة والتغيّر الواضح في شكل الثّدي، واحتمال الإصابة بالتهاب في مكان الجرح، تجمّع الدم في موضع الجرح، ورمًا مصليًّا في محلّ الجرح (يتجمّع فيه سائل شفّاف). في حالة إزالة الغدد اللمفاويّة أيضًا قد تحصل أعراض جانبيّة أخرى.

## الأنواع
هناك عدّة مآتي جراحيّة لاستئصال الثّدي حاليًا، والنوع الذي يقرّر الشخص الخضوع له (أو الخضوع لعمليّة إجراء الكتلة) يعتمد على عوامل منها حجم الورم وموقعه وسلوكه الحيويّ (إن وُجِد)، وهل العمليّة احترازيّة أم لا، وهل تنويّ السّيدة الخضوع لعمليّة ترميم للثّدي لاحقًا أم لا.

## استئصال الثّدي
استئصال الثّدي البسيط (أو التّام): في هذه العمليّة يتمّ إزالة الثّدي كاملاً دون المساس بالغدد اللمفاويّة في منطقة الإبط. في بعض الأحيان يتمّ إزالة الغدّة اللمفاويّة الحارسة (وهي الغدّة اللمفاويّة الإبطيّة الأولى المتوقّع أن تصُبّ الخلايا السّرطانيّة فيها). الأشخاص الذين يخضعون للاستئصال البسيط يستطيعون عادة مغادرة المستشفى بعد إقامة بسيطة. يتمّ إدخال أنبوب نزح خلال العمليّة في الصّدر وتثبيت جهاز شفط لإزالة السوائل المتجمّعة تحت الجلد. يتمّ إزالتهما (الأنبوب والجهاز) بعد العمليّة بعدّة أيّام حين تقلّ السوائل المتجمّعة عن 20-30 ملل في اليوم. الأشخاص المرشّحون للاستئصال البسيط هم اللذين لديهم ورم قَنويّ لابد كبير الحجم أو الأشخاص الذين يجرونَ الاستئصال وقائيًا. يتمّ إجراء العمليّة في بعض الأحيان للثدي السّليم لإحباط حدوث السّرطان فيه حين يتمّ إجراؤها لثديٍّ مصاب بالسّرطان. خيار إجراء العمليّة الوقائيّة للجانب المعاكس صار معتادًا أكثر في كالفورنيا -ملحوظًا أكثر في الأشخاص اللذين تقلّ أعمارهم عن أربعين- صاعدًا من 4٪ إلى 33٪ بين العامين 1998 و2011. ومع ذلك فإنّ الفوائد المحتملة ثانويّة في أفضل الحالات في غياب دافع خلل جينيّ، وفقًا لدراسة واسعة النطاق نُشرت 2014.
للأشخاص السليمين المعرّضين لسرطان الثّدي باحتمال عالٍ يتمّ إجراء هذه العمليّة لكلا الثّديين وقائيًا.
الاستئصال الجذريّ المعدّل: يتمّ استئصال الثّدي كاملاً مع محتوى الإبط (الغدد اللمفاويّة والأنسجة الدّهنيّة)، وعلى عكس الاستئصال الجذريّ، يتمّ اجتناب العضلة الصدريّة الكُبرى. هذا النّوع من الاستئصال يُجرى لفحص الغدد اللمفاويّة لتشخيص انتشار السّرطان خارج الثّدي.
الاستئصال الجذريّ (استئصال هالستِد): أجرى لأوّل مرّة في 1882، في هذه العمليّة يتمّ استئصال كامل الثّدي، الغدد اللمفاويّة الإبطيّة، والعضلة الصّدريّة الكبري والعضلات الصّغيرة خلف الثّدي. هذه العمليّة تشوّه شكل الثّدي أكثر من الاستئصال الجذريّ المعدّل دون تفوّق في النتائج لمعظم الأورام. هذه العمليّة تجرى الآن فقط للأورام التي تنتشر إلى العضلة الصّدريّة الكبرى أو سرطان الثّدي العائد شاملاً جدار الصّدر، ويوصى بها فقط للسرطان المنتشر إلى عضلات الصّدر. تمّ الاقتصار على هاته الحالات فقط لكونه مشوّهًا أكثر من الاستئصال الجذريّ المعدّل دون تفوّق في الفعاليّة.
استئصال الثّدي مع الحفاظ على الجلد: في هذه العمليّة يتمّ إزالة أنسجة الثّدي بشقٍّ محافظ محيط بالهالة الملوّنة (الجزء الغامق من الثّدي المحيط بالحلمة). الجلد المحافظُ عليه في هذه العمليّة أكثر مقارنة بالاستئصال التّقليدي، مما يسهّل الجراحة الترميميّة بعدها. الأشخاص الذين يشمل السّرطان لديهم الجلد (كالمصابين بسرطان الثّدي الالتهابيّ) ليسوا مرشّحين لهذا النّوع من العمليّات.
استئصال الثّدي مع الحفاظ على الحلمة: (استئصال ما تحت الجلد): تُزال أنسجة الثّدي مع الحفاظ على الحلمة والهالة الملوّنة المحيطة بها. كانت هذه العمليّة تُجرى وقائيًّا أو لأمراض الثّدي الحميدة خوفًا من كونها ترفع احتمال استعادة السّرطان في أنسجة الحلمة القَنَويّة. الدّراسات الأخيرة تُشير إلى أنّها قد تكون نافعةً للأورام التي لا تقع تحتّ منطقة الهالة.
الاستئصال الجذريّ الممتدّ: استئصال جذريّ مع استئصال كتلة كلّ الغدد الليمفاويّة الثديية عبر تقسيم القصية.
Extended Radical Mastectomy: Radical mastectomy with intrapleural en bloc resection of internal mammary lymph node by sternal splitting.[9]
الاستئصال الوقائي: تُجرى هذه العمليّة احترازيًا ضدّ سرطان الثّدي. يُنظر فيها للأشخاص الذين لديهم جين معتلّ (BRCA 1 أو BRCA 2). تُزال الأنسجة من منطقة ما تحت الجلد إلى جدار الصّدر وحواليّ حدود الثّدي لكلا الثّديين. يتمّ إزالة الغدد (قنوات الحليب وفُصيصات الحليب) لأنّ السرطان قد ينشأ فيها. يصعُب إزالة كلّ الأنسجة لكبر حجم المنطقة؛ إذ تمتدّ من الترقوة إلى أسفل القفص الصّدري طولاً، من منتصف الثّدي إلى ما تحت الذّراع عرضًا. الخلل الجينيّ هذا عامل خطورة عالٍ لسرطان الثّدي، التاريخ العائلي المرضيّ This genetic mutation is a high risk factor for the development of breast cancer, family history, or atypical lobular hyperplasia (when irregular cells line the milk lobes.) FRAGMENT!
هذا النّوع من العمليّات يلغي احتماليّة الإصابة بسرطان الثّدي تمامًا. لكن بعض الملابسات قد تؤثّر على النتائج. أثبتت الدّراسات أن السّيدات اللواتي يجرين هذه العمليّة قبل انقطاع الطّمث حظين بنسَب نجاة أعلى.

## قبل العملية
يُقابل الجراح المريض قبل يوم أو بضعة أيام من الجراحة. ويناقش التفاصيل العامة والدقيقة للعملية، بالإضافة لأخذ التاريخ الطبي المرضيّ، ويتيح في هذا الوقت الفرصة للمريض ليسأل عن العمليّة، وبعد ذكر كل ما يتعلق بالعملية يوقّع المريض نموذج الموافقة . يُعطى المريضات إرشادات لعدم الأكل أو الشرب قبل العملية. يُقابل المريض أخصائي التخدير أو الممارس الصحّي الذي سيعطي المخدر يوم العملية.1
أشارت الأبحاث الأخيرة إلى أنّه يجب ألّا يتم أخذ صور للثدي بالأشعة السينية بتكرار أعلى من الإجراء الطبيعي لأيّ شخص سيخضع لعملية ثدي، وتشمل عملية تكبير الثدي، رفع الثدي، وتصغير الثدي.11

## أثناء العملية
في يوم العملية سيوضع على المريض خط وريدي في البداية ليستخدم في إعطاء الأدوية. ولأنّ هذه العملية واسعة النّطاق، سيوضع الشخص على آلة تخطيط القلب الكهربية، وسوار لقياس ضغط الدم لمراقبة العلامات الحيوية و وإيقاع القلب أثناء العملية. يُخدّر الشّخص عادة بعد ذلك مما يجعله يخلد إلى النّوم. توقيت العملية يعتمد على مدى ونوع عملية إزالة الثدي التي ستُجرى. 1

## بعد العملية
بعد انتهاء العملية يؤخذ المريض لغرفة الإنعاش وتتم مراقبته إلى أن يستيقظ وعلاماته الحيوية مستقرة. في العادة يبقى الأشخاص في المستشفى لليلة أو ليلتين قبل العودة إلى منازلهم إذا كانوا بصحة جيدة . قرار الخروج يصدره الطبيب المعالج بحسب حالة المريض الصحّية العامة. يتم تضميد مكان الجراحة عند المريض بلف الضماد حول الصدر بطريقة مريحة. من المعتاد وجود أنبوب النزح من مكان الجرح للمساعدة على إزالة السوائل الليمفاوية والدم لتحفيز عملية الشفاء. قد يتمّ تعليم المرضى كيفية تفريغ السّوائل وقياس كمّيتها والعناية بالجرح. يُساعد قياس كمّية السّوائل وإخبار الطّبيب بها على الانتباه لأيّ مشكلة. يجب تعليم المرضى عن آثار العملية، مثل التغيّر الطارئ على الأنشطة المعتادة. هناك احتمالية لاستمرار الشعور بالألم، التخدر، والتنميل في الصدر والذراع لوقت طويل بعد انتهاء العملية. من المقترح أن يعاود المريض زيارة الجراح بعد 7-14 يومًا من العملية .أثناء الزيارة سيشرح الطبيب النتائج ويتحدّث عن أي علاج إضافي على حسب الحاجة مثل العلاج الإشعاعيّ والعلاج الكيميائي. يمكن أن يقوم الطبيب بتحويل المريض إلى جراح تجميلي إذا أظهر المريض اهتماما بالجراحة الترميمية. 1

## الانتشار
تختلف معدّلات استئصال الثدي كثيرًا في العالم، كما وثّقت دراسة "بين مجموعات إكسيميستان 12”، أجرت الدراسة تحليلاً عن التقنيات الجراحية المستخدمة في تجربة عالمية لاستخدام العلاج المساند بين 4700 أنثى شُخّصن بسرطان الثدي المبكّر في 37 دولة. نسب استئصال الثدي كانت أعلى في دول وسط وشرق أوروبّا بنسبة 77%. حازت الولايات المتحدة الأمريكية على ثاني أعلى نسبة، بنسبة 56%، بينما حصلت أوروبا الغربية والشمالية على نسبة 46%، جنوب أوروبا على 42%، وأستراليا ونيوزيلاندا على 34%.

## التاريخ
"عمليات إزالة الثدي بسبب السرطان كانت تُجرى منذ 548 قبل الميلاد؛ حيث قام طبيب البلاط آنذاك “آتيوس أميداباقتراحها على ثيودورا التي رفضت إجراء العملية وماتت بعد بضعة أشهر 13 . العضوات في طائفة الخصيان (السكوبتسي) في الإمبراطورية الروسية مارسن إزالة الثدي كطقس مقابل للإخصاء لدى الرجال لاعتقادهم بأن الرغبة الجنسية شيطانيّة. 14

## المجتمع والثقافة
تعتبر إكسسوارات استئصال الثدي من أسرع مجالات عالم الموضة تجددًا . العديد من المصممين يوفّرون منتجاتهم لمختلف الأشخاص، شاملاً هذا أولئك الذين خضعوا لعمليّات تحوّل الشكل جذريًا. شركات التجميل والعناية الشخصية مثل دوڤ (التي أقامت حملات دوڤ للجمال الحقيقي في السنوات الأخيرة مشجّعة قبول السيّدات لأجسادهنّ، عكسًا للرائج عن تشجيع عالم الموضة لصورة غير صّحية للجسد). تصاميم أخرى دخلت السوق الطبي للأشخاص الذين تأثر مظهرهم تبعًا لعمليّات جراحيّة. العديد من الفساتين أخذت هؤلاء السّيدات بعين الاعتبار وأضافت حشوًا جاهزًا لحمالات الصدر، أو جيوبًا لتمكين الحشو بمقاسات مختلفة، بعض المصممين أيضًا أنتجوا ملابس سباحة بنفس الفكرة. 15
ومعظم النساء اللاتي أُجريت لهن عملية استئصال الثدي يلبسن أَثْدَاءً صناعية. وفي بعض الأحيان يقوم الاختصاصي بالجراحة التقويمية أو التعويضية بتركيب ثدي، وذلك بزرع مادة يُطلق عليها هلام السليكون تحت الجلد.